# Elżbieta Katolik
Elżbieta Katolik (née Skowrońska le 9 octobre 1949 à Varsovie et morte le 28 juin 1983 à Sieradz) est une athlète polonaise, spécialiste des courses de demi-fond.

## Biographie
Elżbieta Katolik remporte la médaille d'or du 800 mètres lors des Championnats d'Europe en salle 1974 de Göteborg, en devançant dans le temps de 2 min 02 s 38 Gisela Ellenberger et Gunhild Hoffmeister. Elle remporte par ailleurs deux médailles de bronze dans cette même épreuve en 1973 et 1977.
Elle décède en 1983 à l'âge de trente-trois ans dans un accident de la circulation.

### Palmarès
| Date | Compétition                    | Lieu            | Résultat | Épreuve |
| ---- | ------------------------------ | --------------- | -------- | ------- |
| 1973 | Championnats d'Europe en salle | Rotterdam       | 3e       | 800 m   |
| 1974 | Championnats d'Europe en salle | Göteborg        | 1re      | 800 m   |
| 1974 | Championnats d'Europe          | Rome            | 7e       | 800 m   |
| 1975 | Championnats d'Europe en salle | Katowice        | 4e       | 800 m   |
| 1977 | Championnats d'Europe en salle | Saint-Sébastien | 3e       | 800 m   |
| 1980 | Championnats d'Europe en salle | Sindelfingen    | 4e       | 800 m   |

### Records
| Épreuve | Performance   | Lieu     | Date         |
| ------- | ------------- | -------- | ------------ |
| 800 m   | 1 min 57 s 26 | Budapest | 11 août 1980 |